# Plagusia
Plagusia is een geslacht van kreeftachtigen uit de klasse van de Malacostraca (hogere kreeftachtigen).

## Soorten
- Plagusia depressa (Fabricius, 1775)
- Plagusia immaculata Lamarck, 1818
- Plagusia integripes Garth, 1973
- Plagusia speciosa Dana, 1851
- Plagusia squamosa (Herbst, 1790)